# Кубинська відлига
«Кубинська відлига» (англ. Cuban Thaw, ісп. El deshielo cubano-estadunidense) — дипломатична розрядка між США і Кубою.
У 1959 році до влади на Кубі прийшов Фідель Кастро, який очолив Повстанську армію. У 1961 році на Кубі була прийнята однопартійна комуністична система. Сполучені Штати у відповідь на це оголосили про розрив дипломатичних відносин. В січні 1961 посольства США на Кубі і Куби в США були закриті.
В ході протистояння між США і СРСР на Кубі були встановлені радянські ядерні боєголовки.
У липні 2012 молодший Брат Фіделя Кастро Рауль, який є головою Держрави Куби, заявив, що уряд країни готовий вести переговори з владою США з широкого спектра питань.
У грудні 2014 лідери США і Куби офіційно оголосили про початок нормалізації відносин. Тоді ж на сайті Білого дому був опублікований план розвитку американо-кубинських стосунків. Як символічний жест Куба достроково звільнила Алана Гросса, працівника агентства США з міжнародного розвитку, якого Гавана підозрювала у шпигунстві і засудила до ув'язнення в 2011 році.
Заяві Білого дому передували півтора року напружених секретних переговорів, які почалися після смерті венесуельського президента Уго Чавеса. Під час його правління Венесуела була головним спонсором Куби, наприклад, продаючи Кубі паливо зі значною знижкою. При наступнику Чавеса Ніколасі Мадуро ця практика припинилася через економічні труднощі Венесуели.
Оголошені наприкінці грудня 2014 послаблення включають дозвіл для громадян США на відвідування Куби для освітніх або релігійних поїздок. В'їзд також дозволений родичам кубинців, які переїхали в Сполучені Штати. Заборона на поїздки в туристичних цілях поки зберігається.
З Куби громадянам США тепер дозволять привозити товари на суму до 400 дол. (але на тютюн і алкоголь сумарно має припадати не більше, ніж 100 дол.). Громадяни США зможуть використовувати на острові дебетові і кредитні картки, що раніше було заборонено. Американським фірмам тепер дозволено страхувати жителів третіх країн, які подорожують на Кубу.
Крім того, Білий дім дозволив експортувати на острів телекомунікаційне обладнання, сільськогосподарську та будівельну техніку. Ослаблені і фінансові обмеження: ліміт на грошові перекази на Кубу підвищено з 500 дол. до 2 тис. дол. на квартал для одного одержувача.
Відновлене транспортне сполучення між двома країнами. В кінці березня американський лоукостер Sun Country відкрив щотижневі рейси з Нью-Йорка до Гавани і назад. У травні 2015 чотири компанії з Флориди отримали ліцензії на здійснення морських перевезень між Маямі і Кубою.
У квітні 2014 Барак Обама і Рауль Кастро закріпили здобутки «відлиги», домовившись про відновлення дипломатичних відносин. Через кілька днів Обама оголосив перед конгресом, що має намір вивести Кубу зі списку «держав-спонсорів тероризму», в якому Куба перебувала з 1982 року. Це рішення набуло чинності 29 травня.
У ніч 20 липня 2015 в Гавані відновило роботу посольство США. Одночасно у Вашингтоні в особняку відділу інтересів Куби запрацювало повноцінне посольство Куби.
Хоча частину обмежень щодо Куби США вже зняли, але повністю блокада не скасована.

## Реакція
В цілому, міжнародна спільнота високо оцінила врегулювання піввікової ворожнечі США і Куби.
Польська міжнародна служба радіо інформувала, що глава МЗС Польщі «заохочує Вашингтон у скасуванні довготривалого ембарго».